# موکان، بوتسوانا
موکان (به انگلیسی: Mookane) شهری در ناحیهٔ مرکزی کشور بوتسوانا است که در سال ۲۰۰۰ میلادی ۳٬۰۴۲ نفر جمعیت داشته که از این تعداد، ۱٬۵۰۰ نفر مرد و ۱٬۵۴۲ نفر زن بوده‌اند.